# The Lost Vikings
Изгубљени Викинзи је назив за видео игру коју је развио студио Близард ентертејнмент (тада познат под изворним именом "Силикон и Синапсе"). Прва игра - The Lost Vikings- је издата 1992. године од стране Интерплеј Ентертејмента за DOS, Амигу, Сега Мега Драјв и Супер Нинтендо. Наставак по имену - The Lost Vikings 2 - је развио Близард а године 1994. издао Интерплеј на истим платформама као и оригинала. 32-битни ојачани порт за - The Lost Vikings 2 - је развијен за конзоле Сега Сатурн, Плеј Стејшн и Компјутер, познат у САД као Norse By Norsewest: Return of the Lost Vikings.

## Изглед и правила игре
Главни ликови у обе игре су 3 Викинга - Ерик Брзи (мали викинг), Балеог Дивљи (средњи викинг) и Олаф Крепки (велики дебели викинг). Циљ игре је сигурно провести сва три Викинга кроз сваки ниво. Оригиналност игре је била у чињеници да је играч контролисао три различита лика (иако не у исто време), те да је морао користити њихове појединачне могућности те их водити као тим у решавању загонетки и напредовању.

### Хероји олује
Викинзи су 2. јуна 2015. године, редизајнирани и додати у игрицу Хероји Олује (енгл. Heroes of the Storm). Тиме је омогућавајућено играчима да испробају ове ликове који функционишу као појединачне јединице, што је јединствено и одступа од типичних хероја на располагању у игри.